# Antonia Susan Byatt
Dame Antonia Susan Duffy, nata Antonia Susan Drabble (Sheffield, 24 agosto 1936 – Londra, 16 novembre 2023), è stata una scrittrice e critica letteraria britannica, meglio nota con il nome di Antonia Susan (o semplicemente A. S.) Byatt. L'opera per la quale è maggiormente conosciuta è il romanzo del 1990 Possessione. Una storia romantica.

## Biografia
A. S. Byatt nasce a Sheffield, nel South Yorkshire, figlia maggiore di John Frederick Drabble, giudice di corte e romanziere, e Kathleen Marie Bloor, una insegnante di scuola superiore che aveva rinunciato alla propria carriera letteraria. Studia presso la Mount School di York (un istituto quacchero del cui corpo docente la madre faceva parte) ed in seguito al Newnham College di Cambridge ed al Bryn Mawr College in Pennsylvania (due università femminili, la seconda di fondazione quacchera). Un assegno di ricerca presso il Somerville College di Oxford, che dipendeva dallo status civile di nubile, le viene revocato a seguito del suo matrimonio con l'economista Ian Byatt nel 1959. Da questo matrimonio nascono una figlia, Antonia, e un figlio, Charles, quest'ultimo morto in un incidente stradale nel 1972.
Nel 1969 divorzia da Ian Byatt e sposa Peter John Duffy, con il quale ha altre due figlie (Isabel e Miranda). Dal 1962 al 1971 insegna presso la sede fuori città della London University, e dal 1972 al 1983 come insegnante a tempo pieno di letteratura inglese e americana presso la Central School of Art and Design e lo University College di Londra, città in cui ha vissuto fino alla morte. Dal 1983 si è dedicata a tempo pieno alla scrittura.
Lo straordinario successo di pubblico e di critica, ed i numerosi riconoscimenti ottenuti nel corso della sua carriera, testimoniano che Byatt può essere annoverata fra le massime scrittrici e i massimi scrittori contemporanei in lingua inglese.
La sorella minore di Byatt, Margaret Drabble, è anch'essa scrittrice di successo. La relazione fra le due sorelle è stata caratterizzata, negli anni, da una buona dose di reciproca competizione, a cui i media britannici hanno dato ampio rilievo. La rivalità sembra essere stata originata dal fatto che, prima di trovare la propria strada per il successo, Byatt risentì fortemente degli straordinari riconoscimenti ottenuti da Margaret a Cambridge. Altre informazioni relative al rapporto fra le due sorelle provengono dalla stessa Drabble, e sono connesse al senso di colpa provato da quest'ultima per il fatto che i suoi figli fossero sani e salvi quando Charles, il figlio di Byatt, morì investito da una macchina ad un incrocio stradale. In quel periodo della sua vita, i suoi trent'anni, Byatt si sentì impossibilitata a scrivere narrativa ed assolvere al ruolo di promettente romanziera, mentre Drabble era all'apice del successo. Un ulteriore motivo di conflitto è stato originato dalla descrizione della madre Kathleen (morta nel 1982) che Drabble ha offerto nel suo romanzo The Peppered Moth (2001), e che Byatt ha dichiarato pubblicamente di aver trovato irritante: "Preferirei che la gente non leggesse la versione di qualcun altro su mia madre".
Nel 1999 è stata insignita del titolo di duchessa di Morpho Eugenia dal sovrano del Regno di Redonda

## Romanzi
«Mi piace scrivere di persone che pensano, persone per le quali il pensiero è importante, eccitante e doloroso tanto quanto il sesso o il cibo». La narrativa di Byatt trae spesso ispirazione da - o è costruita su - temi tratti dalla letteratura romantica o vittoriana, talora con riferimento a personaggi realmente esistiti. Esemplari in questo senso sono il suo romanzo più famoso, il "thriller letterario" Possessione. Una storia romantica (che ha vinto il Booker Prize for Fiction nel 1990), le due novelle contenute in Angeli e insetti (1992) ed il romanzo The Biographer's Tale (2000).
In Possessione, due giovani studiosi (Roland Michell e la sua collega Maud Bailey) si ritrovano progressivamente coinvolti nella - e ossessionati dalla - ricostruzione di una misteriosa relazione segreta fra due (fittizi) poeti vittoriani, Randolph Henry Ash (la cui matrice è facilmente rintracciabile in Robert Browning) e Christabel LaMotte. Le vicende esistenziali, intellettuali e sentimentali di questi due lontani personaggi, via via riportate alla luce seguendo traccia (letteraria) dopo traccia, si sviluppano parallelamente a quelle, in parte analoghe, dei loro moderni investigatori, determinati a scoprire “la verità” prima dei loro numerosi rivali accademici. Il successo di Possessione è stato probabilmente dovuto alla capacità di Byatt di rivolgersi ad un tempo sia al vasto pubblico, sia a lettori più raffinati ed esigenti dal punto di vista letterario. Una trama poliziesca avvincente, con tanto di suspense, colpi di scena e finale rocambolesco, è infatti sapientemente combinata con un complesso intreccio di lettere, saggi, stralci di diario e lunghi poemi in stile vittoriano, che costituiscono più della metà del romanzo e che sono gli indizi per l'indagine. A ciò vanno aggiunti l'elemento passionale (con tracce dei romanzi “rosa” di Georgette Heyer) e la satira nei confronti della “voracità” e della rivalità accademiche. Per le poesie (e le personalità) di Ash e di Christabel, Byatt si è dichiarata esplicitamente debitrice nei confronti di Milton, Browning, Tennyson, Coleridge ed Emily Dickinson. Il nome stesso di "Christabel" deriva dall'omonimo poema incompiuto di Coleridge, ma va anche letto come un omaggio alla famosa suffragetta Christabel Punkhurst. Possessione è stato tradotto in 27 lingue.
Angeli e insetti è un testo costituito da due lunghi racconti: "Morpho Eugenia" e "L'angelo coniugale". Il primo ha come protagonista un giovane esploratore che sposa la figlia di un collezionista di farfalle ed insetti; è una novella in cui si parla molto di farfalle, di api e di formiche (un soggetto ricorrente nella produzione di Byatt), di Darwin, di tassonomia, e di temi di etica e di (a) moralità. "L'angelo coniugale" ruota attorno alla figura (storica) di Emilia Tennyson, sorella del poeta Alfred Tennyson, ed al suo desiderio di entrare in contatto con lo spirito di Arthur Hallam, il poeta amico di Tennyson al quale Emilia era stata legata in gioventù, precocemente scomparso. Spiritismo e poesia sono i temi dominanti di questa novella.
The Biographer's Tale ha come protagonista un giovane studioso che ricorda, per molti aspetti, il protagonista di Possessione, il quale decide di ricostruire la biografia di un biografo apparentemente scomparso in circostanze misteriose. Come in un gioco di specchi, Byatt rimanda il lettore di biografia in biografia, toccando anche vicende e caratteristiche poco note di tre personaggi storici (due scienziati e un drammaturgo, la cui non immediata identificazione nelle pagine del romanzo costituisce uno dei piaceri della lettura), e legando, come già in Possessione, la risoluzione dei problemi esistenziali e sentimentali del protagonista al susseguirsi delle sue scoperte sui personaggi indagati. Come in "Morpho Eugenia", forte appare in quest'opera l'interesse per la scienza e la sua storia, zoologia ed entomologia in particolare.
L'altro filone di Byatt è quello di impianto più realistico, in cui si sente l'influsso di Jane Austen, George Eliot ed Henry James, ma che nel corso degli anni ha assunto anche il carattere di un work-in-progress con elementi di sperimentazione, la cui spia sono alcuni brevi e fulminei passaggi dalla terza alla prima persona singolare nel corso della narrazione.
In questo filone si possono far rientrare i due primissimi romanzi di Byatt, The Shadow of the Sun (1964), che racconta la storia di una ragazzina che cresce all'ombra di un padre dominante, e The Game (1967), che descrive un tragico rapporto fra sorelle.
La vergine nel giardino (1978) è il primo volume di una quadrilogia che vede protagonisti i membri di una famiglia medio-borghese dello Yorkshire, i Potter (in particolare, Frederica Potter). Forte è il riferimento a D. H. Lawrence, in particolare al romanzo Donne innamorate. La storia prosegue con Natura morta (1985), che ha vinto il PEN/Macmillan Silver Pen Award e con cui si apre la fase più sperimentale di Byatt, e La torre di Babele (1996). Il quarto ed ultimo romanzo della quadrilogia è Una donna che fischia (2002). Il "quartetto" si apre descrivendo la Gran Bretagna della metà degli anni cinquanta, il clima culturale di quel periodo e la vita di Frederica - una ragazza che studia a Cambridge in un'epoca in cui le donne costituiscono ancora una esigua minoranza nelle università e, in seguito, una divorziata con un figlio piccolo a carico che si crea una nuova vita a Londra. La torre di Babele e Una donna che fischia si estendono negli anni sessanta e nei sogni di rivoluzione di quell'epoca. Nell'intero quartetto, ma in particolare in Natura morta e La torre di Babele, Byatt discute il tema del rapporto fra linguaggio ed immagini, non solo dal punto di vista letterario (come problema della metafora), ma anche da quello cognitivo e filosofico.

## Racconti
Byatt è famosa anche per i suoi racconti e fiabe, perlopiù caratterizzati da una compenetrazione priva di discontinuità fra naturalistico e fantastico, tale da far pensare, a volte, all'irruzione della follia nella mente dei protagonisti.
Esemplari in questo senso sono alcuni dei racconti inclusi nella raccolta Sugar and Other Stories (ma non nell'edizione italiana Zucchero, ghiaccio, vetro filato), quali The July Ghost e The Dried Witch. The July Ghost - da collocarsi nella tradizione de Il giro di vite di Henry James, ed indubbiamente collegato ai momenti più dolorosi della biografia dell'autrice - ci presenta un inquilino che viene progressivamente coinvolto nel lutto della sua padrona di casa per la perdita del figlio, fino ad iniziare a vedere il fantasma del ragazzo. Il racconto Sugar (Zucchero), come la stessa Byatt ha ammesso, può decisamente considerarsi autobiografico. Scritto in prima persona e costruito attorno alla metafora di due matasse intrecciate di zucchero bianco e marrone, descrive le opposte caratteristiche di una madre e di un padre, la cui interazione ed il cui combinato influsso determinano l'intera storia familiare della protagonista.
La relazione tra parola ed immagine visiva, che costituisce uno dei temi portanti di tutta la produzione di Byatt, viene esplorata ne Le storie di Matisse (1993), ciascuno dei cui tre racconti prende le mosse da un diverso dipinto di Henri Matisse che dà origine, nella narrazione, ad un episodio di crisi, a partire dal quale viene dipanata l'esistenza di ciascuno dei protagonisti.

## Critica letteraria
Byatt ha pubblicato numerosi saggi di critica letteraria, dedicati agli autori sui quali è avvenuta la sua formazione e che maggiormente hanno influenzato la sua stessa produzione narrativa. Anche nei saggi è possibile riscontrare, al medesimo alto livello di originalità e competenza, un progressivo movimento verso la sperimentazione.
Indicativi in questo senso sono Imagining Characters: Conversations About Women Writers (1995), che consiste nella trascrizione di otto conversazioni fra la Byatt e la psicoanalista Ignês Sodré, e che analizzano altrettanti romanzi attraverso i loro personaggi; e Ritratti in letteratura (2004), in cui lo spunto per l'analisi di personaggi letterari (fra i quali, ad esempio, Émile Zola) è costituito da ritratti di questi stessi personaggi (come, ad esempio, il famoso ritratto di Zola dipinto da Manet).
Byatt ha fatto più volte parte di giurie di premi letterari, incluso il Booker Prize for Fiction, nonché curatrice di numerose pubblicazioni. Contribuisce inoltre regolarmente con articoli e recensioni a giornali e riviste letterarie, fra cui la rivista Prospect, il Times Literary Supplement, The Independent e il Sunday Times, ed a vari programmi radiofonici e televisivi della BBC.

## Opere
Le edizioni italiane dei lavori di Byatt non coprono ancora l'interezza della sua produzione, e talora non vi è una totale corrispondenza fra i racconti inclusi nelle edizioni originali e quelli presenti in raccolte italiane con titolo affine.

### Romanzi
- 1964 The Shadow of the Sun
- 1967 The Game
- 1978 The Virgin in the Garden (La vergine nel giardino, Einaudi, 2002, trad. Anna Nadotti e Giovanna Iorio Bates)
- 1985 Still Life (Natura morta, Einaudi, 2003, trad. Fausto Galuzzi e Anna Nadotti)
- 1990 Possession, A Romance (Possessione, Einaudi, 1992, trad. Anna Nadotti e Fausto Galuzzi), vincitore del Booker Prize
- 1992 Angels and Insects (Angeli e insetti, Einaudi Tascabili, 1994, trad. Anna Nadotti e Fausto Galuzzi)
- 1996 Babel Tower (La torre di Babele, Einaudi, 1997, trad. Anna Nadotti e Fausto Galuzzi)
- 2000 The Biographer's Tale
- 2002 A Whistling Woman (Una donna che fischia, Einaudi, 2005, trad. Fausto Galuzzi e Anna Nadotti)
- 2009 The Children Book (Il libro dei bambini, Einaudi, 2010, trad. Anna Nadotti e Fausto Galuzzi)
- 2011 Ragnarok: The End of the Gods (Ragnarök. La fine degli dèi, Einaudi, 2013, trad. Anna Nadotti e Fausto Galuzzi)

### Racconti brevi

#### Edizioni originali
- 1987 Sugar and Other Stories
- 1993 The Matisse Stories
- 1994 The Djinn in the Nightingale's Eye: five fairy stories
- 1998 Elementals: Stories of fire and ice
- 2003 Little Black Book of Stories (La Cosa nella foresta e altri racconti, Einaudi, 2007, trad. Anna Nadotti e Fausto Galuzzi)

#### Edizioni italiane
- 1995 Il fiato dei draghi e altre favole, Il Melangolo, 1995 (trad. Anna Nadotti e Fausto Galuzzi)
- 1995 Il genio nell'occhio d'usignolo, Einaudi, 1995 (trad. Anna Nadotti e Fausto Galuzzi), poi in Tre storie fantastiche
- 1996 Le storie di Matisse, Einaudi (trad. Anna Nadotti e Fausto Galuzzi)
- 1997 Tre storie fantastiche. Il genio nell'occhio dell'usignolo - La storia della principessa primogenita - Il fiato dei draghi, Einaudi (trad. Anna Nadotti e Fausto Galuzzi)
- 2000 Zucchero, ghiaccio, vetro filato, Einaudi (trad. Anna Nadotti e Fausto Galuzzi)
- 2007 La Cosa nella foresta e altri racconti, Einaudi (trad. Anna Nadotti e Fausto Galuzzi)

### Saggi critici
- 1965 Degrees of Freedom (ristampato come Degrees of Freedom: the early novels of Iris Murdoch, 1994)
- 1970 Wordsworth and Coleridge in their Time (ristampato come Unruly Times: Wordsworth and Coleridge in their Time, 1989)
- 1976 Iris Murdoch: A Critical Study (primo libro della serie Writers and their Work, pubblicata dal British Council)
- 1991 Passions of the Mind: Selected Writings
- 1995 Imagining Characters: Six Conversations about Women Writers (scritto con la psicoanalista Ignês Sodré)
- 1998 The Song of Solomon (con un'introduzione di A. S. Byatt; Cantico dei cantici, Einaudi Tascabili, 1999)
- 2000 On Histories and Stories. Selected Essays
- 2001 Portraits in Fiction (Ritratti in letteratura, Archinto Editore, 2004, trad. Anna Nadotti e Fausto Galuzzi)
- 2004 From soul to heart to psyche to personality, Huizinga Lecture, Leiden 2004 (Gradazioni di vitalità, Nottetempo, 2010, trad. Anna Nadotti)

### Altre pubblicazioni
- 2001 The Bird Hand Book (manuale di bird-watching con testi di A. S. Byatt e fotografie di V. Schrager)
- 2016 Peacock and Vine: Fortuny and Morris in Life and at Work, sulla vita e le opere del pittore Fortuny e sullo scrittore William Morris

## Riconoscimenti accademici e titoli onorifici
- 1983 Fellow della Royal Society of Literature
- 1990 Commander dell'Ordine dell'Impero Britannico
- 1993 Laurea ad honorem presso l'Università di Liverpool
- 1994 Laurea ad honorem in Lettere presso l'Università di Portsmouth
- 1995 Laurea ad honorem in Lettere presso l'Università di Londra
- 1999 Dame Commander dell'Ordine dell'Impero Britannico
- 2000 Laurea ad honorem presso l'Università di Sheffield
- 2004 Laurea ad honorem presso l'Università del Kent
- 2007 Laurea ad honorem presso l'Università di Winchester

## Premi letterari
- 1986 PEN/Macmillan Silver Pen Award per Natura morta
- 1990 Booker Prize per Possessione
- 1990 Irish Times International Fiction Prize per Possessione
- 1991 Commonwealth Writers Prize (miglior libro per l'Eurasia) per Possessione
- 1995 Premio Malaparte (Capri, Italia)
- 1995 Aga Khan Prize for Fiction per The Djinn in the Nightingale's Eye: five fairy stories
- 1998 Mythopoeic Fantasy Award for Adult Literature per The Djinn in the Nightingale's Eye: five fairy stories
- 2002 Shakespeare Prize (Amburgo, Germania)
- 2017 Premio Park Kyung-ni[6]
- 2018 Premio Letterario Hans Christian Andersen[7]

## Adattamenti
Alcune opere di Byatt sono state fatte oggetto di trasposizioni cinematografiche e radiofoniche:

### Cinema
- Da Morpho Eugenia, una delle novelle in Angeli e insetti, è stato tratto il film Angeli e insetti diretto da Philip Haas.
- Da Possessione è stato tratto Possession - Una storia romantica diretto da Neil LaBute.
- Da Il genio nell'occhio d'usignolo è stato tratto Tremila anni di attesa diretto da George Miller.

### Radio
Dalla tetralogia di romanzi dedicati alla famiglia Potter è stato tratto, nel 2002, The Frederica Quartet, una riduzione in 30 episodi prodotta da Jeremy Mortimer e trasmessa dalla BBC Radio.